# Bensonhurst

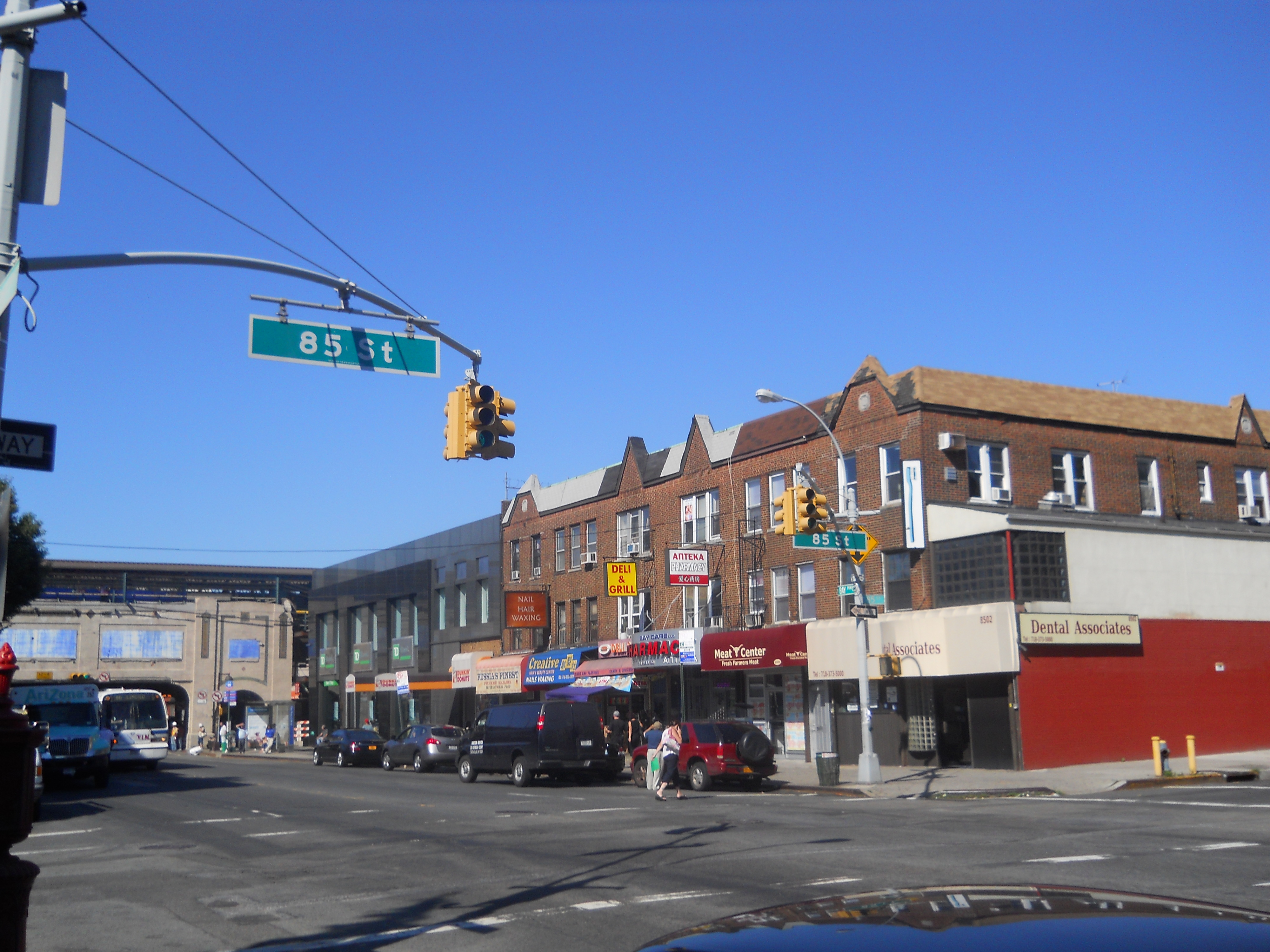
Bay Parkway

Bensonhurst ist ein Stadtteil im Südwesten des Stadtbezirks Brooklyn in New York City, USA. Er beherbergt die größte Chinatown von Brooklyn, in der fast die Hälfte der Einwohner von Bensonhurst leben. 
Laut United States Census 2020 hat Bensonhurst innerhalb der unter Geographie genannten Grenzen 106.161 Einwohner. Bensonhurst ist Teil des Brooklyn Community District 11, hat die Postleitzahlen 11204 und 11214 und das Viertel gehört zum 62. Bezirk des New Yorker Polizeidepartements. Kommunalpolitisch wird Bensonhurst durch den 43., 44. und 47. Bezirk des New York City Council vertreten.

## Geographie
Bensonhurst liegt im Südwesten von Brooklyn nahe der Lower New York Bay und nimmt eine Fläche von etwa 4,76 km² ein. Es ist umgeben von den Stadtteilen Dyker Heights im Nordwesten, Borough Park und Mapleton im Nordosten, Bath Beach im Südwesten und Gravesend im Südosten. Begrenzende Straßen sind die 14th Avenue im Nordwesten, die 60th Street im Nordosten, die McDonald Avenue, die Avenue P, der Bay Parkway im Südosten und die 86th Street im Südwesten (Bensonhurst-proper).

## Geschichte

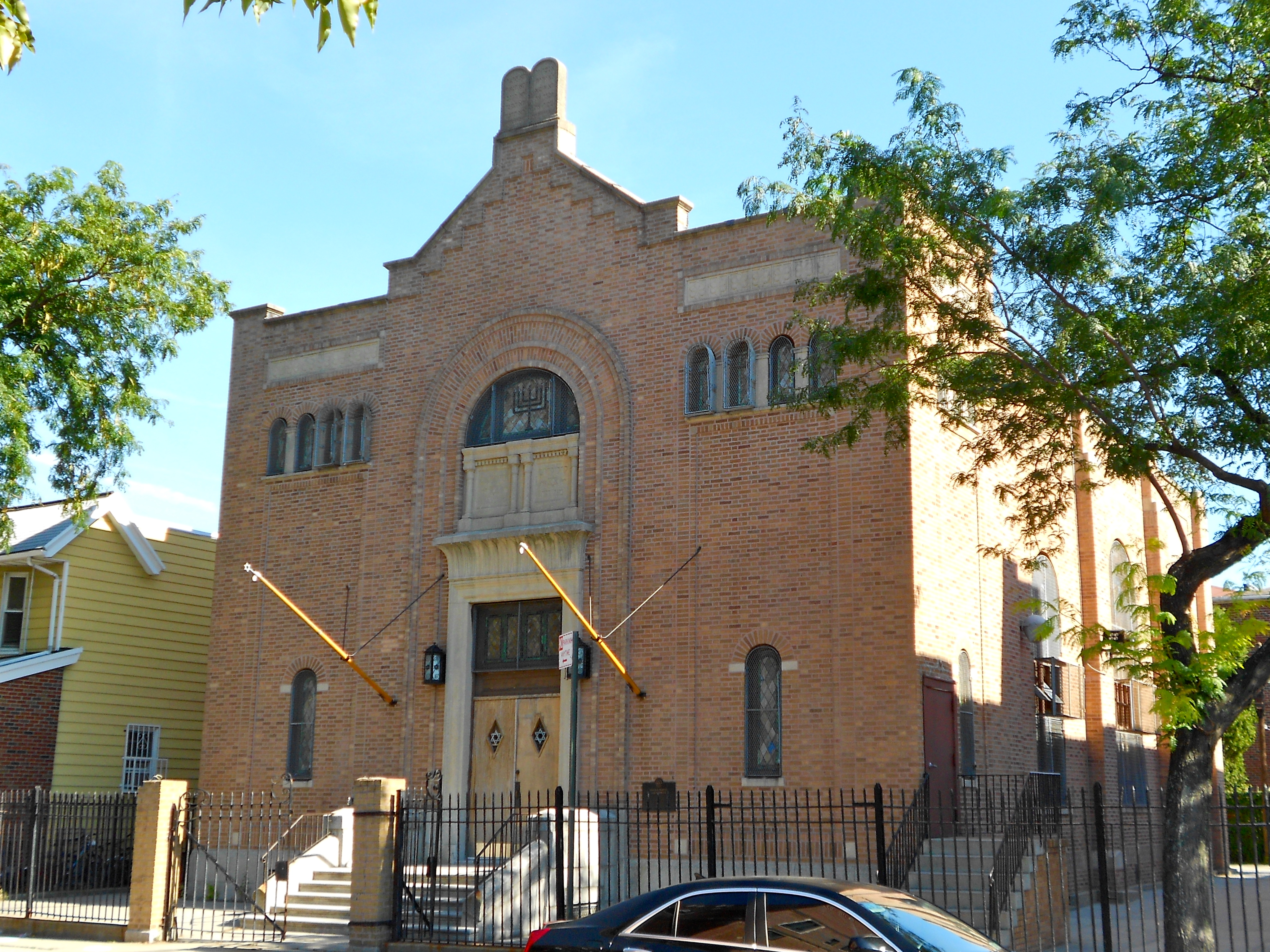
Magen David Synagoge

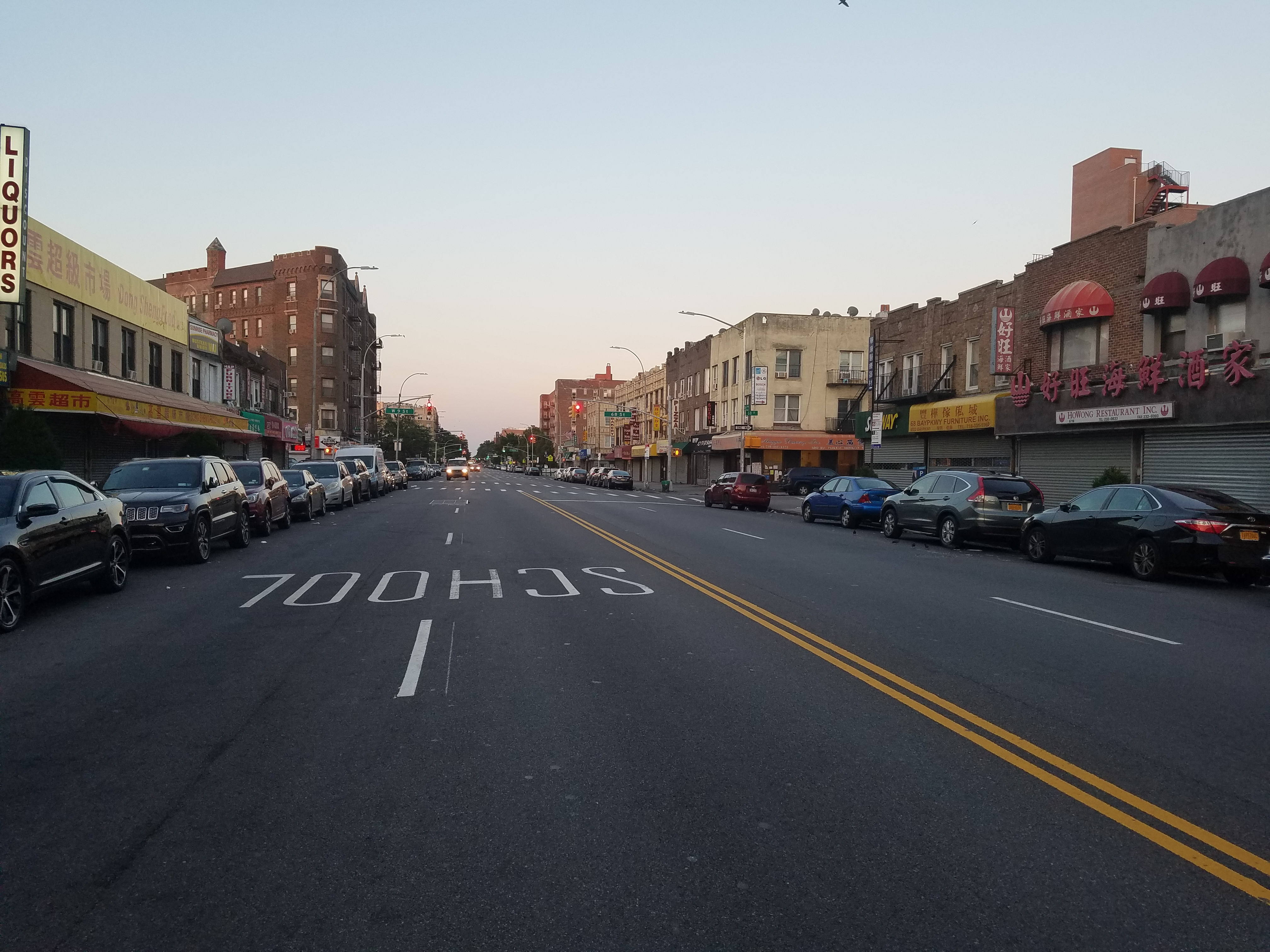
Chinatown Bensonhurst (Bay Parkway / 67th Street)

Bensonhurst leitet seinen Namen von Egbert Benson (1789–1866) ab. Er war der Neffe seines gleichnamigen Onkels Egbert Benson (1746–1833), Politiker in Brooklyn und besaß Land im Gebiet des heutigen Bensonhurst. Seine Nachkommen verkauften 1888 das Land an den Immobilienmakler James D. Lynch. Dieser ließ hier ein Wohngebiet errichten, das als „Bensonhurst-by-the-Sea“, heute Bath Beach, bezeichnet wurde. Im frühen 20. Jahrhundert war das Viertel Ziel armer jüdischer und italienischer Einwanderer. Bis zum Zweiten Weltkrieg war die Aufteilung zwischen jüdischen und italienischen Amerikanern etwa gleich groß. In den 1950er Jahren wandelte sich die demographische Zusammensetzung und mehr süditalienische Einwanderer kamen nach Bensonhurst. Dies führte dazu, dass immer mehr Juden diesen Stadtteil verließen. Bensonhurst wurde zum „Little Italy“ von Brooklyn. Die 18th Avenue ist eine der wichtigsten Einkaufsstraßen und beinhaltet viele kleine italienische Familienbetriebe, die seit etlichen Generationen in Familienbesitz sind. Seit 2000 wanderten auch Chinesen, Albaner, Araber, Mexikaner und Bewohner der ehemaligen Sowjetunion ein. Bensonhurst und das benachbarte Bath Beach haben zusammen die größte Konzentration von Einwanderern aus Hongkong in New York City.
Einige Gebäude sind im National Register of Historic Places gelistet, darunter befindet sich die Magen David Synagogue, Brooklyn.

## Demografie
Im Jahr 2020 hatte das United States Census Bureau die statistischen Zählbezirke (Areas und Tracts) neu konfiguriert. Somit sind die vor 2020 erzielten Daten meist nicht mehr mit den ab 2020 erhobenen Daten vergleichbar, des Weiteren sind die Zählbezirke meist nicht deckungsgleich mit den Stadtteilgrenzen.
Bensonhurst hatte 2013 mit 31.658 die größte Zahl der in China geborenen Einwohner aller New Yorker Stadtteile. Heute bilden Bewohner mit asiatischer Abstammung (2020: 45.931) knapp der Hälfte der Einwohnerschaft die Mehrheit im Stadtteil, der auch die größte Chinatown in Brooklyn und drittgrößte in New York City beherbergt.
Laut Volkszählung von 2020 hatte Bensonhurst in den genannten Grenzen 106.161 Einwohner bei einer Einwohnerdichte von 22.303 Einwohnern pro km². Im Stadtteil lebten 37.795 (35,6 %) Weiße, 45.931 (43,3 %) Asiaten, 18.016 (17 %) Hispanics und Latinos, 1.107 (1 %) Afroamerikaner, 722 (0,7 %) aus anderen Ethnien und 2.590 (2,4 %) aus zwei oder mehr Ethnien. In der mit dem Stadtteil nicht ganz deckungsgleichen Neighborhood Tabulation Area (NTA) „Bensonhurst BK1101“ des US Census hat Bensonhurst 104.934 Einwohner.

## Bildung
- Colleges und Universitäten
  - Bramson ORT College
- Schulen
  - P.S. 48 The Mapleton School

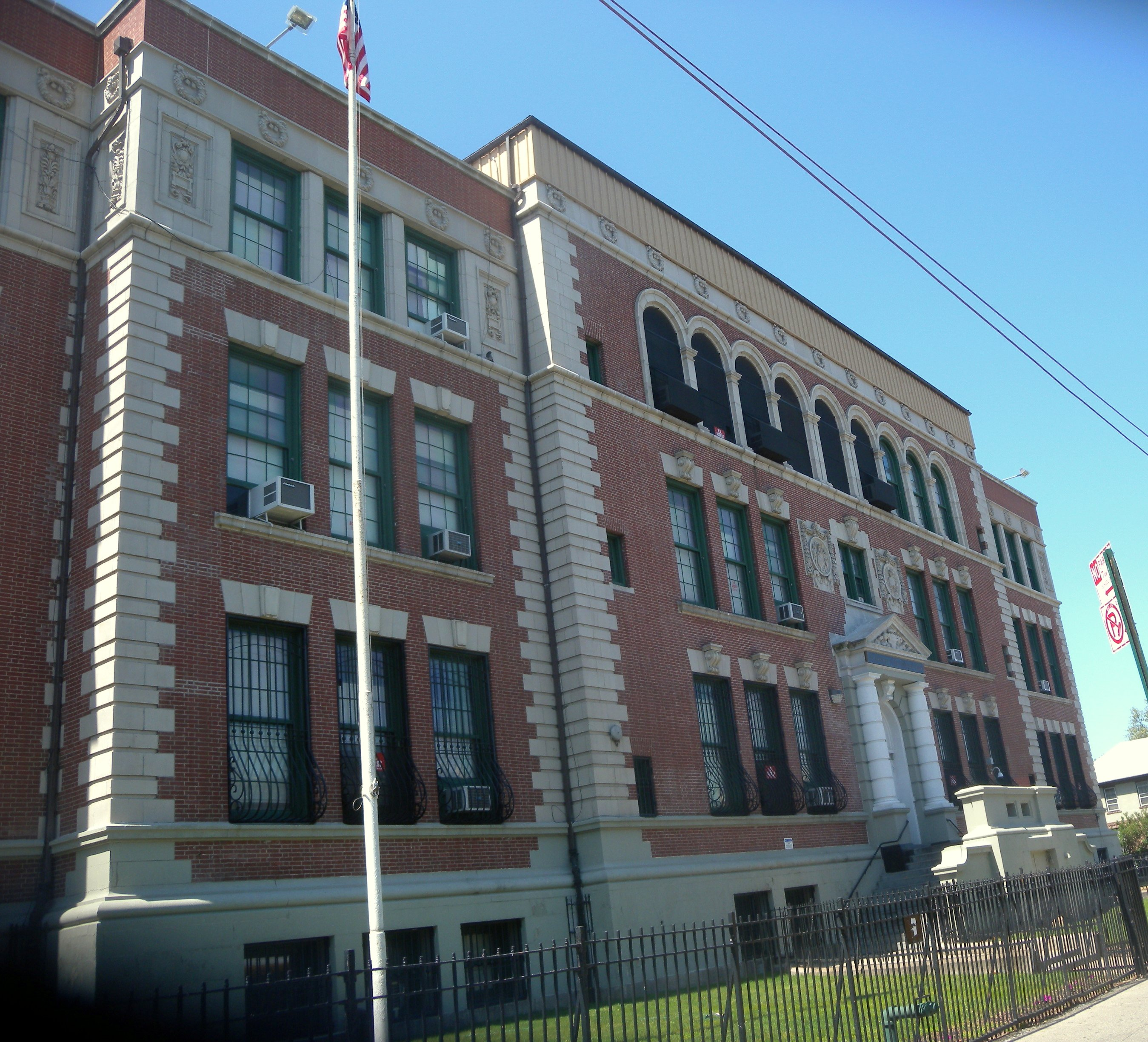
Brooklyn Studio Secondary School

  - P.S. 186 Dr Irving A Gladstone School
  - PS. 101 The Verrazano School
  - P.S. 205 The Clarion School
  - P.S. 128 Bensonhurst School
  - I.S. 96 Seth Low
  - I.S. 281 Joseph B. Cavallaro
  - I.S. 227 Edward B. Shallow
- High schools
  - John Dewey High School
  - New Utrecht High School
  - Franklin Delano Roosevelt High School

## Film und Fernsehen

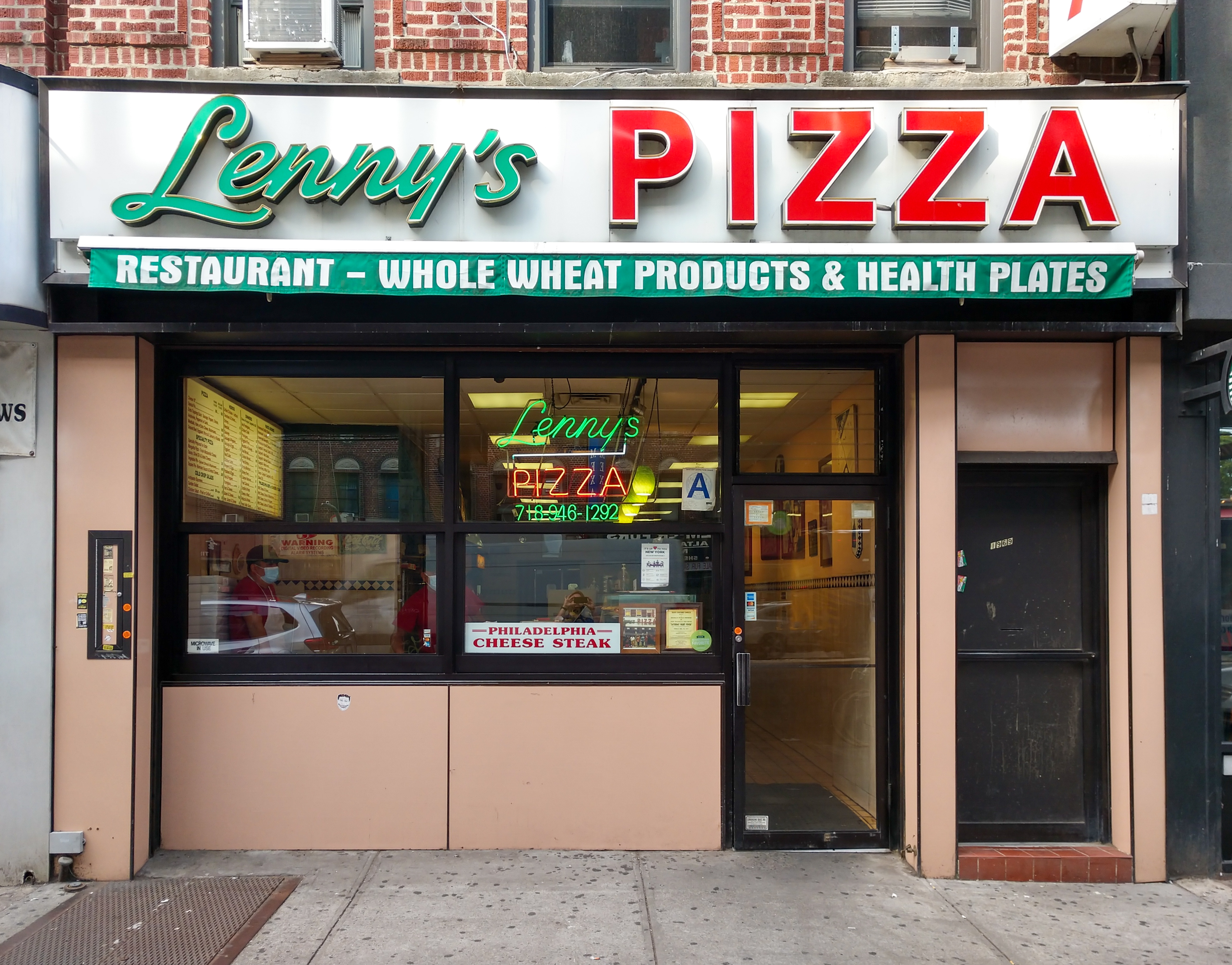
Lenny's Pizza, hier orderte John Travolta in Saturday Night Fever „double layer“.

Folgende Filme und Serien spielen in Bensonhurst (Auswahl):
- The Honeymooners, Comedy-Sketch-Show, 1955/56
- The French Connection (Brennpunkt Brooklyn), 86th Street, 1971
- Welcome Back, Kotter, Sitcom, Station 79th Street, 1975–79
- The Warriors, 1979
- Spike of Bensonhurst, Dramedy und Mafia Film, 1988
- Deadly Revenge – Das Brooklyn-Massaker (Out for Justice), Action, 1991
- Jungle Fever, 1991
- Taking Woodstock
- John Wick: Kapitel 3, 86th Street, 2019

## Verkehr

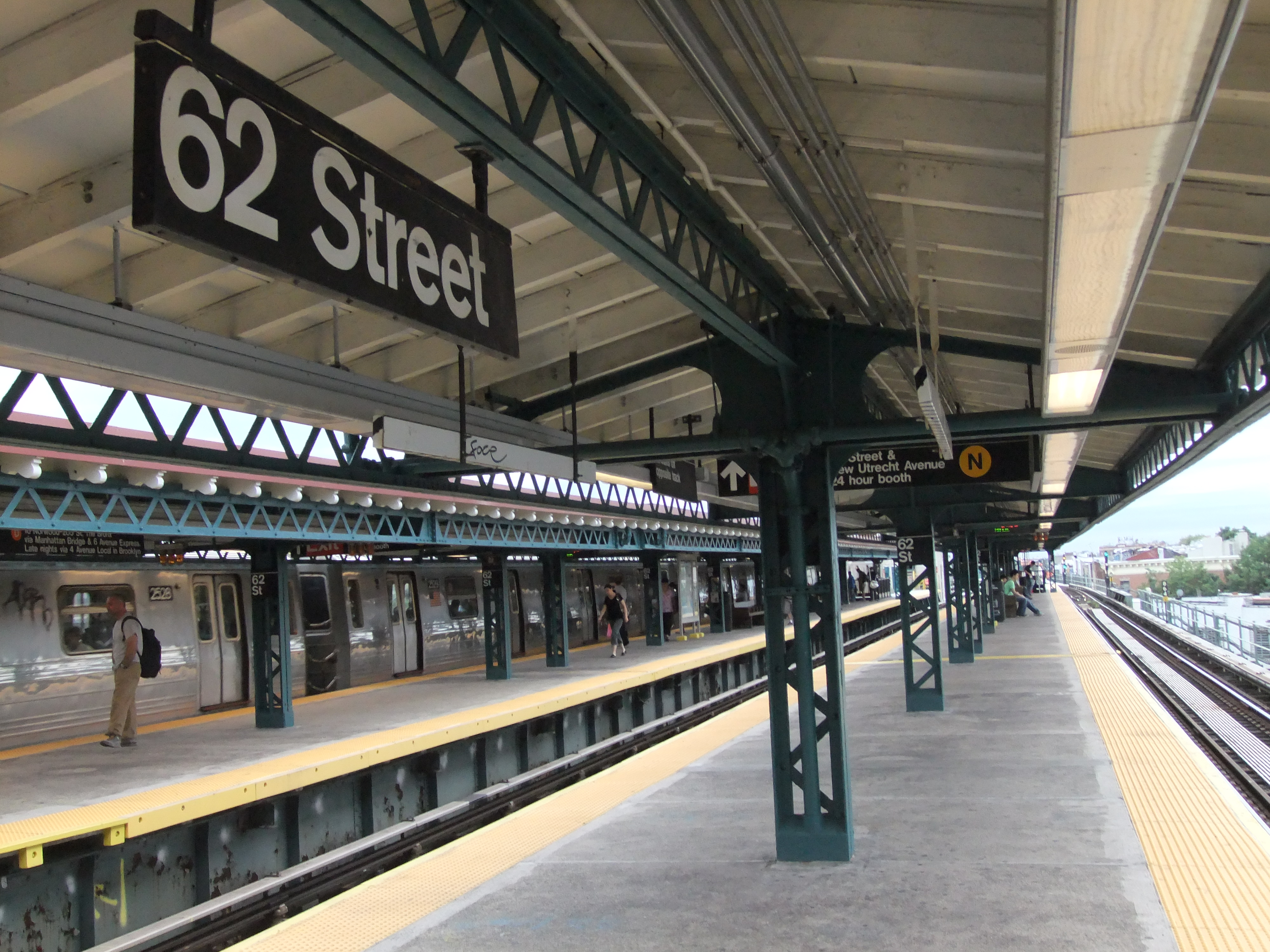
Station 62nd Street, Linie D

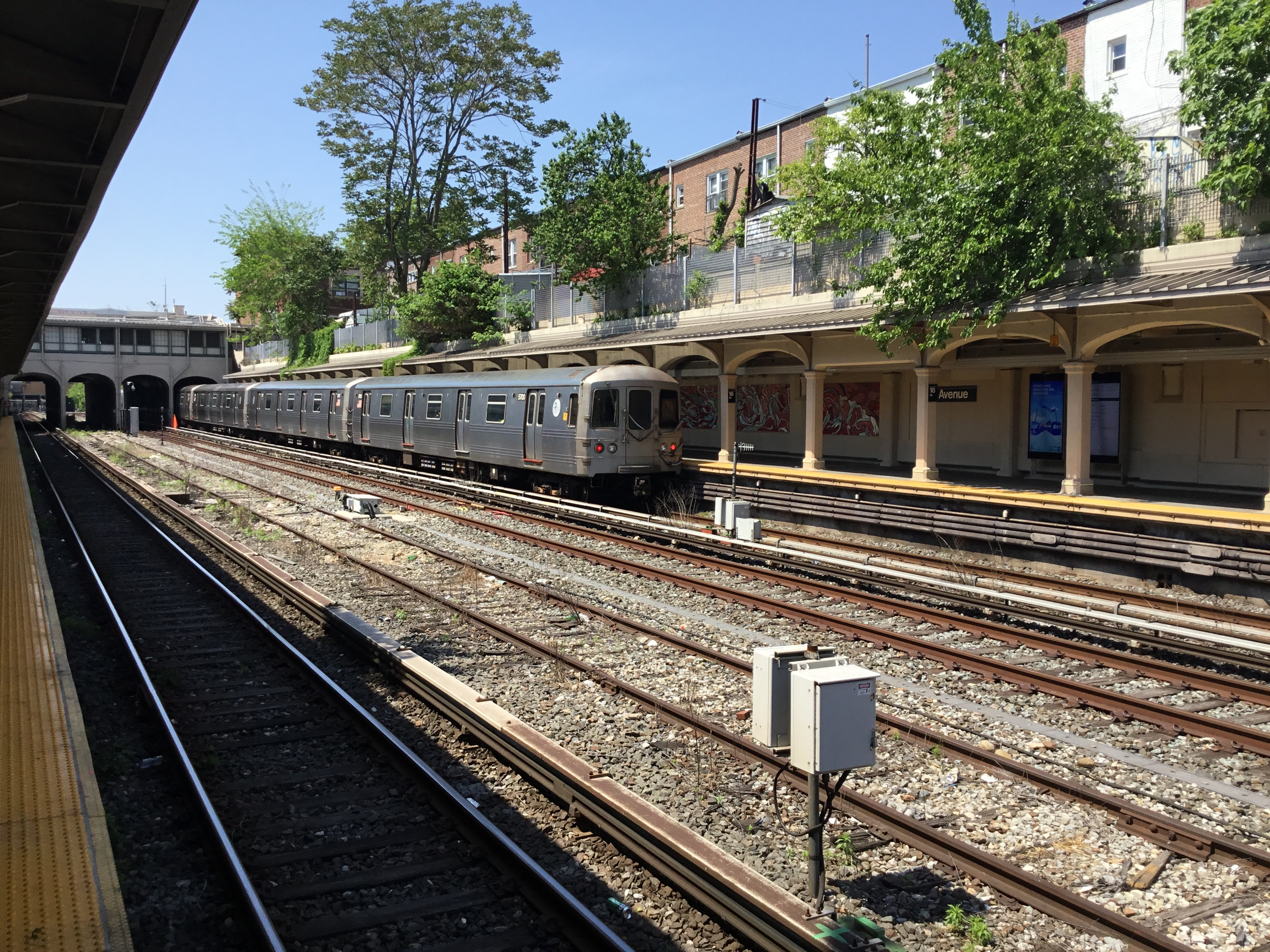
Station 18th Avenue, Linie N

Bensonhurst hat einen guten Anschluss an die New Yorker U-Bahn. Von Nord nach Süd durchquert die BMT West End Line das Viertel. Sie bedient mit der Linie  die sechs Stationen 62nd Street (Bild), 71st Street, 79th Street, 18th Avenue, 20th Avenue und Bay Parkway. Durch den nördlichen Teil verläuft die BMT Sea Beach Line, die mit den Linien ,  und  die Stationen New Utrecht Avenue, 18th Avenue (Bild), 20th Avenue und Bay Parkway anfährt. An den Stationen New Utrecht Avenue und 62nd Street besteht zwischen diesen beiden Linien eine Umsteigemöglichkeit. Im Osten von Bensonhurst verkehrt entlang der McDonald Avenue die Linie  der IND Culver Line. Die Stationen sind hier Avenue N und Avenue P.
Die New York City Transit Authority betreibt im Viertel mehrere Buslinien (B1,B3, B4, B6, B8, B9, B64, B82, B82-SBS). Auf der Straße ist Bensonhurst über den Belt Parkway (Shore Parkway) und der Bay Parkway sowie über die McDonald Avenue erreichbar.

## Persönlichkeiten
- Steve Augeri (* 1959), Rocksänger
- Philip Carlo (1949–2010), Journalist
- Irwin Chanin (1891–1988), Architekt
- Marshall Flaum (1925–2010), Dokumentarfilmer
- Elliott Gould (* 1938), Schauspieler
- Sammy Gravano (* 1945), Mobster der Cosa Nostra
- Philip Habib (1920–1992), Diplomat
- Buddy Hackett (1924–2003), Komödiant
- Curly Howard (1903–1952), von den Three Stooges
- Moe Howard (1897–1975), von den Three Stooges
- Shemp Howard (1895–1955), von den Three Stooges
- Sandy Koufax (* 1935), Baseballspieler Los Angeles Dodgers
- Herbie Kronowitz (1923–2012), Boxer
- James Hiroyuki Liao (* 1976), Schauspieler und Synchronsprecher
- Paul Lo Duca (* 1972), Baseballspieler
- Paul Malignaggi (* 1980), Boxer
- Vincent D’Onofrio (* 1959), Schauspieler
- Rhea Perlman (* 1948), Schauspielerin
- Leah Remini (* 1970), Schauspielerin
- Carl Sagan (1934–1996), Astronom und Fernsehmoderator
- Steve Schirripa (* 1958), Schauspieler Die Sopranos
- Tony Sirico (1942–2022), Schauspieler Die Sopranos
- Peter Steele (1962–2010), Kenny Hickey und Johnny Kelly (* 1968) von der Doom-Metal-Band Type O Negative
- Barbra Streisand (* 1942), Sängerin und Schauspielerin
- Ray Suarez (* 1957), Journalist
- Elliot Tiber (1935–2016), Maler, Comedian und Autor

### Organisiertes Verbrechen
Aus Bensonhurst stammen einige hochrangige Gangster wie: Anthony Casso, Paul Castellano, Mikey DiLeonardo, Anthony Gaggi, Carlo Gambino, John Gambino, Salvatore „Sammy the Bull“ Gravano, Gregory Scarpa und Carmine Sessa.